# جاناتان سیلک
جاناتان سیلک (انگلیسی: Jonathan Silk؛ زادهٔ ۱ ژانویهٔ ۱۹۶۰) استاد دانشگاه اهل ایالات متحده آمریکا است.
وی همچنین برندهٔ جوایزی همچون کمک‌هزینه گوگنهایم شده است.

## شغل
سیلک در سال ۱۹۶۰ متولد شد و در کالج ابرلین (لیسانس ۱۹۸۳) تحصیل کرد و سپس پنج سال را با کمک هزینه تحصیلی زبان خارجی و مطالعات منطقه ای گذراند. او سپس در دانشگاه میشیگان (MA 1988) حضور یافت و در آنجا تحصیلات دکترا را به پایان رساند. در سال ۱۹۸۹، او فلوشیپ یک ساله پایان‌نامه دکتری فولبرایت را دریافت کرد و سپس بین سال‌های ۱۹۹۱ تا ۱۹۹۳ بورسیه تحصیلی در مورد بودیسم در ژاپن دریافت کرد. میشیگان در سال ۱۹۹۴ به خاطر [پایان‌نامه] «ریشه‌ها و اوایل ماهیت او» به او جایزه [پیاچدی] اعطا کرد.
از سال ۱۹۹۴ تا ۱۹۹۵، سیلک استادیار مطالعات دینی در کالج گرینل بود. در سال ۱۹۹۵ به دپارتمان تطبیقی دین در غرب دانشگاه میشیگان نقل مکان کرد. او سپس بین سال‌های ۱۹۹۸ و ۲۰۰۲، زمانی که به بخش زبان‌ها و فرهنگ‌های آسیایی در دانشگاه کالیفرنیا (لس آنجلس) نقل مکان کرد، استادیار در دانشگاه ییل بود. او در سال ۲۰۰۷ برای تصدی کرسی مطالعات بودایی به دانشگاه لیدن نقل مکان کرد. از سال ۲۰۰۸ رئیس مشترک هیئت تحریریه مجله "Indo-Iranian Studies" است.
در سال ۲۰۱۶، سیلک به عنوان عضو آکادمی سلطنتی هنر و علوم هلند، آکادمی ملی علم و ادبیات در هلند انتخاب شد.
- او مقاله ای در مورد ازدواج نزدیک در بین ایرانیان در منابع بودایی نوشته است.[۴]